# Шехзаде Ахмед (син Бајазита II)
Шехзаде Ахмед (тур. Şehzade Ahmed; 1466 — 1513) је био син султана Бајазита II.

## Детињство
Шехзаде Ахмед је рођен 1466. године као син шехзаде Бајазита и Булбул-хатун. Током церемоније 1480. године, забележено је да је султан Мехмед питао све своје унуке кога највише воле; док су Ахмедова полубраћа навела свог деду, једино је Ахмед рекао да највише воли свог оца, чиме је освојио наклоност свог деде, а и оца. Након обрезивања, именован је намесником Чорума.

## Живот током владавине његовог оца
Већ 1485. године је преименован намесником Амасије. Имао је подршку великих везира Хадим Али-паше и Коџа Мустафа-паше и мужева његових сестара Ахмед-паше Херцеговића, Мехмед-паше и Дукакинзаде Ахмед-паше. Већ од 1500-их година, сматран је незваничним наследником свог оца. Из породице је био најближи са шехзаде Махмутом, који му је био рођени брат и којем је чувао леђа.
Његов син Мурат је постављен 1510. године као намесник Болуа на захтев шехзаде Ахмеда, који се противио именовању сина његовог брата шехзаде Селима, шехзаде Сулејмана за санџакбега Шебинкарахисара. Као резултат овог захтева, шехзаде Сулејман је преименован као санџакбег Кефе, што доказује да је шехзаде Ахмед наследник у очима свог оца и да је његова реч последња.
Након сузбијања Шахкулу-побуне и смрти шехзаде Шехеншаха 1511. године, султан Бајазит је прогласом донео одлуку да ће га наследити његов син Ахмет. На ову одлуку су се побунили шехзаде Коркут и шехзаде Селим, након чега је почела борба за престо. 

## Живот током владавине Селима I
Шехзаде Селим је приморао свог оца у априлу 1512. године да абдицира у његову корист, где је устоличен као нови султан. Након тога је прогнао свог оца у Диметоку, где је под Селимовим наређењем отрован у току пута.
Шехзаде Ахмед није признао владавину свог брата. Након што је објавио своју власт у Коњи, 19. јуна 1512. године послао је свог сина Аладина да заузме Бурсу и одржао проповед у његово име. Међутим, трупе султана Селима ушле су 29. јула у Бурсу и погубиле великог везира Коџа Мустафа-пашу, који је био снажан присталица шехзаде Ахмеда. Подстакнут писмима које је добијао од других државника, шехзаде Ахмед се сукобио са трупама свог брата код Јенишехира 24. априла 1513. године.  Ахметове снаге су поражене, он сам је заробљен и убрзо погубљен. Након његове смрти, његова два сина Осман и Мехмед су погубљени, два сина Аладин и Сулејман су се склонили код Мамлука у Египту, а син Мурат код Сафавида у Персији.

## Потомство
Шехзаде Ахмед је 1482. године ожењен Булбул-султанијом, ћерком Ахмедовог стрица шехзаде Мустафе. Након њене смрти, узимао је друге конкубине са којима је успео да добије децу. Имао је шест синова и четири кћери.
Синови
- шехзаде Аладин Али (1491 — 1514); најстарији син свог оца. Након ургирања његовог оца 1509. године, шехзаде Сулејман је склоњен са места намесника Болуа и Аладин је постављен на то место. Након смрти његовог оца, одбегао је у Египат, где је умро од епидемије 1514. године. Био је ожењен Неслихан-султанијом 1510. године, са којом је имао једну ћерку:
  - Хунди-султанија; удата за Сунулах-бега, намесника Кастамонуа
- шехзаде Сулејман (1493 — 14. мај 1513); именован намесником Чорума 1509. године. Одбегао је након смрти свог оца у Египат заједно са својим братом Аладином, где је умро убрзо након доласка од куге. Имао је две ћерке, од којих се једна звала
  - Хундихан-султанија
- шехзаде Мурат (1495 — 16. октобар 1519); именован намесником Болуа 1510. године. Након смрти свог оца, одбегао је у Казвин. Након његовог бекства, његова два сина су погубљена, а он се оженио 1513. године једном од кћери шаха Исмаила, са којом је добио ћерку:
  - Аситаншах-султанија; помилована од стране Сулејман Величанственог и уведене су јој исплате као осталим члановима династије.
- шехзаде Осман (1497 — април 1513)
- шехзаде Мехмед (1500 — април 1513)
- шехзаде Касим (1501 — 29. јануар 1518); након смрти свог оца одбегао у Египат. Заробљен је почетком 1518. године од Селимових лојалиста у Дамаску, где му је одрубљена глава која је послата султану Селиму.

Кћери
- Камершах-султанија; удата 1508. године за Мустафа-бега, намесника Лезбоса где је живела са супругом. Са њим је имала ћерку. Након смрти свог оца, наследила је део његовог богатства. Када је умрла, сахрањена је поред свог оца у Бурси.
- Фатма-султанија; удата 1508. године за Мехмет-бега (умро 1511), сина Илалди-султаније. Након што је њен брат Мурат одбегао за Персију, Фатма-султанија му се придружила у изгнанству, где се удала 1512. године за шаха Исмаила.[5]
- Фахрихан-султанија; удата 1508. године за Сулејман-бега.
- Ханзаде-султанија; најдуговечније дете свог оца. Удата 1516. године за Ахмед-бега.